# Jaume Matas i Palou
Jaume Matas i Palau (Palma de Mallorca, 5 oktober 1956) is een voormalig Spaans politicus van de conservatieve partij Partido Popular (PP). Jaume Matas was tweemaal president van de autonome regio Balearen in de jaren negentig en het eerste decennium van de 21e eeuw, en minister van milieu tijdens de zevende legislatuur onder José María Aznar.
Jaume Matas is veroordeeld tot 6 jaar gevangenisstraf voor verschillende fiscale delicten in het kader van de zaak-Palma Arena.

## Biografie
Jaume Matas studeert in 1978 af in Valencia in economie en bedrijfswetenschappen. Na zijn studie wordt hij hoofd van financiën van de Balearen. In 1989 begint hij zijn politieke carrière als hij wordt benoemd tot algemeen directeur van begroting van de afdeling financiële zaken, wat hij tot 1993 zou doen. Tot 1996 is hij vervolgens hoofd financiën.

### President van de Balearen (1995-1999)
In 1996 jaar wordt hij president van de regio Balearen. Die mogelijkheid krijgt hij omdat de zittende president af moet treden vanwege de Zaak-Soller, een corruptiezaak, en omdat de vijf personen die voor hem op de kieslijst staan de functie weigeren.
Tijdens zijn presidentschap wil Matas zich inspannen om het vertrouwen van de burger in de politiek te herstellen. Bovendien weet hij meer subsidies van de Europese Unie en van de centrale overheid in Madrid te bewerkstelligen. Hij besteedt veel aandacht aan het milieu en legt de bouw van toeristische complexen aan banden. Bij verkiezingen in 1999 verliest hij het presidentschap aan Francesc Antich, de kandidaat van een anti-PP kartel van linkse en nationalistische partijen.

### Minister van milieu
Jaume Matas bereidt zich voor op de oppositie in het parlement van de eilanden, maar wordt in april 2000 door José María Aznar gevraagd als minister van milieu in diens kabinet tijdens de zevende legislatuur. In die functie wordt hij belast met het uitvoeren van het Plan Hidrológico Nacional ('Nationaal hydrologisch plan'), dat voorziet in de overdracht van water van de Ebro naar drogere plekken langs de Middellandse Zeekust. Matas toont zich in deze functie als een vaardig politicus die de dialoog zoekt. Tijdens zijn ministerschap plaatst Spanje is in de avant-garde van de ecologistische ontwikkeling.
De zaken keren zich echter tegen hem na het late en lakse optreden van de regering als voor de kust van Galicië de olietanker Prestige vergaat en meer dan 50 ton ruwe olie aanspoelt. Hierdoor wordt hij een van de ministers met de laagste waarderingscijfers aan het einde van zijn mandaat in de geschiedenis van Spanje. In 2003 vervangt Aznar hem door Elvira Rodríguez Herrer.

### President van de Balearen (2003-2007)
Hij keert terug naar de Balearen en stelt zich opnieuw verkiesbaar als president van de regio. Deze keer slaagt hij er wel in gekozen te worden. Tijdens dit tweede mandaat herstelt de economie van de eilanden zich na de crisis die ontstond door de aanslagen van 11 september 2001. Zijn regering stimuleert het toerisme en investeert in snelwegen, ziekenhuizen en andere openbare gebouwen. Hierbij ontstaan polemieken rondom de impact op het milieu van de bouwprojecten die worden geïnitieerd.
Matas verlaat de politiek in 2007 en neemt zitting in de directie van de hotelketen Barceló.

### Corruptie en fraude
In augustus 2008 wordt hij met een aantal andere personen door de Baleaarse regering van Francesc Antich aangeklaagd voor verduistering van overheidsgeld en het betalen en aannemen van smeergeld. In maart 2010 wordt hij voorgeleid. De aanklacht tegen hem is uitgebreid. De meeste delicten waar hij van wordt beschuldigd hebben te maken met de aanleg van de Palma Arena, een velodroom op Majorca, waarbij hij overheidsgeld verduisterd zou hebben. Jaume Matas wordt veroordeeld tot 6,5 jaar gevangenisstraf. Deze zaak staat bekend als de Zaak-Palma Arena.
- Biblioteca Nacional de España: XX1667475
- Virtual International Authority File: 170257994
- WorldCat: E39PBJhX48gR7YC7YDwfRdfrMP